# Sezione normale
Si definisce sezione normale l'ellisse ottenuta secando l'ellissoide di rotazione con un qualsiasi piano contenente la normale ad un punto generico P rigidamente collegato con la superficie di riferimento. 

## Raggio di curvatura
Queste sezioni normali hanno nel punto P raggi di curvatura diversi a seconda dell'angolo che la sezione normale forma con un piano di riferimento (nel caso in cui come riferimento si ha una sfera tutte le sezioni normali sono circonferenze aventi lo stesso raggio della sfera).
I raggi di curvatura variano con continuità da un valore minimo ρ ad un massimo N; in particolare, il primo raggio di curvatura ρ è il raggio calcolato in P del meridiano passante per P; il secondo raggio di curvatura N (detto anche grannormale) è il raggio di curvatura calcolato in P dell'ellisse ottenuto secando l'ellissoide di rotazione con un piano contenente la normale all'ellissoide di rotazione e perpendicolare al piano del meridiano che vi passa.
Le sezioni che hanno il minimo ed il massimo raggio di curvatura (sezioni ortogonali fra di loro) sono dette sezioni principali ed i loro raggi di curvatura sono detti raggi di curvatura principali
La relazione che lega il raggio di curvatura Rθ di una sezione normale generica inclinata di un angolo θ (azimut) rispetto al meridiano ai raggi minimo ρ e massimo N si ricava dalla formula di Eulero:
{\displaystyle {\frac {1}{R_{\theta }}}={\frac {\cos ^{2}\theta }{\rho }}+{\frac {\sin ^{2}\theta }{\mathbb {N} }}}
Per poter determinare l'espressione del raggio di curvatura principale ρ è necessario considerare che i meridiani sono ellissi tutti uguali la cui equazione è data dall'espressione:
{\displaystyle {\frac {x^{2}}{a^{2}}}+{\frac {y^{2}}{b^{2}}}=1}
Il raggio di curvatura di una curvatura piana è il limite del rapporto fra l'elemento d'arco ds e l'angolo compreso fra le normali condotte per gli estremi di tale elemento, angolo dato, i quali estremi hanno la stessa longitudine risulta quindi uguale alla differenza di latitudine dφ.